# Hypsugo anchietae
Hypsugo anchietae är en fladdermusart som först beskrevs av Antero Frederico de Seabra 1900.  Hypsugo anchietae ingår i släktet Hypsugo och familjen läderlappar. Inga underarter finns listade i Catalogue of Life.
Artepitet i det vetenskapliga namnet hedrar den portugisiska naturforskaren José Alberto de Oliveira Anchieta.
Arten förekommer i centrala och sydöstra Afrika från södra Kongo-Kinshasa och Angola till östra Sydafrika. Enstaka fynd gjordes på Madagaskar. Habitatet varierar mellan torra och fuktiga savanner, större skogar, galleriskogar, buskskogar och kustlinjer. Individer fångas ofta över vattenpölar när de ska undersökas.
Arten blir med svans 78 till 87 mm lång, svanslängden är 32 till 39 mm och vikten varierar mellan 3,1 och 5,7 g. Håren som bildar pälsen på ovansidan har ett kort mörkbrunt till svart avsnitt vid roten och resten är ljusbrun vad som ger ett ljusbrunt utseende. Undersidans päls är ännu ljusare på grund av krämfärgade till vita hårspetsar. Hos Hypsugo anchietae är flygmembranen mörkbrun. Den broskiga fliken i örat (tragus) är långsträckt med ett hack på en sida.
En hona var dräktig med två ungar.